# Ghaleb Bader
Pour les articles homonymes, voir Bader.
Ghaleb Moussa Abdallah Bader, né le 22 juillet 1951 à Khirbeh en Jordanie, est un prélat catholique jordanien, archevêque d'Alger de 2008 à 2015, puis nonce apostolique au Pakistan (en) de 2015 à 2017 puis en République dominicaine (en) de 2017 à 2023.

## Biographie
Entré au petit séminaire de Beit-Jala en 1963, Ghaleb Bader a été ordonné prêtre à Amman, par Neemeh Simaan le 13 juin 1975. Il devient vicaire de la paroisse du Christ-Roi dans cette même ville en 1976. Son curé est alors Michel Sabbah, futur Patriarche latin de Jérusalem. Quittant son rôle de vicaire de paroisse en 1979, il entame une carrière de canoniste, participe à la traduction arabe du nouveau code de droit canonique et devient président du tribunal ecclésiastique de Jérusalem en 1988. Il devient curé de la paroisse de l'Annonciation à Amman, dans le quartier de Jabal Al-Weibdeh en août 1992, tout en prenant la présidence du tribunal ecclésiastique d'Amman. En 1998, il quitte sa tâche curiale pour se consacrer exclusivement à la présidence du tribunal.
Il est nommé archevêque d'Alger par le pape Benoît XVI le 24 mai 2008 en remplacement de Henri Teissier, et consacré évêque par le patriarche Fouad Twal, assisté du patriarche Michel Sabbah et d'Henri Teissier le 17 juin 2008 en l'église du Sacré-Cœur de Jésus à Tlaa Al Ali en Jordanie.
Le 23 mai 2015, il est nommé nonce apostolique au Pakistan (en) avec le titre d'archevêque titulaire de Mathara-en-Numidie. Le 24 août 2017, il est nommé nonce apostolique en République dominicaine (en) et délégué apostolique à Porto Rico (en). 
Bader a été consulteur au Conseil pontifical pour le dialogue inter-religieux de 1996 à 2001.
Le 15 février 2023, il démissionne de ses fonctions de nonce apostolique en République dominicaine (en) et de délégué apostolique à Porto Rico (en).